# Галицинове
Галицино́ве — село в Україні, у Миколаївському районі Миколаївської області. Адміністративний центр Галицинівської сільської громади. Населення становить 2196 осіб.

## Промисловість
На території села знаходиться Миколаївський глиноземний завод (МГЗ) — одне з найбільших в Європі підприємств кольорової металургії.

## Природа
На піщаних масивах південніше села знайдено популяції двох рослин з родини Орхідних, що занесені до Червоної книги України — плодоріжки блощичної (Anacamptis coriophora (L.) R.M. Bateman, Pridgeon et M.W.Chase) і плодоріжки болотної (Anacamptis palustris (Jacq.) R.M.Bateman, Pridgeon et M.W.Chase). Також в цій місцевості зростають такі рідкісні види, як бурачок савранський (Alyssum savranicum Andrz.) і роговик Шмальгаузена Cerastium schmalhausenii Pacz.Cerastium schmalhauseni, що занесені до Європейського червоного списку і півники солелюбні (Iris halophilla Pall.), що занесені до Офіційного переліку регіонально рідкісних рослин Миколаївської області..
Неподалік села розташована ботанічна пам'ятка природи місцевого значення «Старогаліцинівська» — основне ядро популяції волошки первинноперлинної на планеті.

## Населення
Згідно з переписом УРСР 1989 року чисельність наявного населення села становила 2056 осіб, з яких 971 чоловік та 1085 жінок.
За переписом населення України 2001 року в селі мешкало 2206 осіб.

### Мова
Розподіл населення за рідною мовою за даними перепису 2001 року:
| Мова       | Відсоток |
| ---------- | -------- |
| українська | 85,66 %  |
| російська  | 13,11 %  |
| білоруська | 0,46 %   |
| вірменська | 0,32 %   |
| молдовська | 0,18 %   |
| грецька    | 0,14 %   |
| болгарська | 0,05 %   |